# Cubatyphlops caymanensis
Cubatyphlops caymanensis är en ormart som beskrevs av Sackett 1940. Cubatyphlops caymanensis ingår i släktet Cubatyphlops och familjen maskormar. Inga underarter finns listade i Catalogue of Life.
Denna orm förekommer endemisk på ön Grand Cayman. Arten lever i låglandet. Exemplar upptäcktes bland annat under trädstubbar, i multnande trä med termiter samt i områden med buskar av släktet Coccoloba och kokospalm. Honor lägger ägg.
Beståndet hotas av strändernas omvandling till turistområden. Kanske faller några exemplar offer för hundar och katter. IUCN listar arten som starkt hotad (EN).